# Aquila A 210

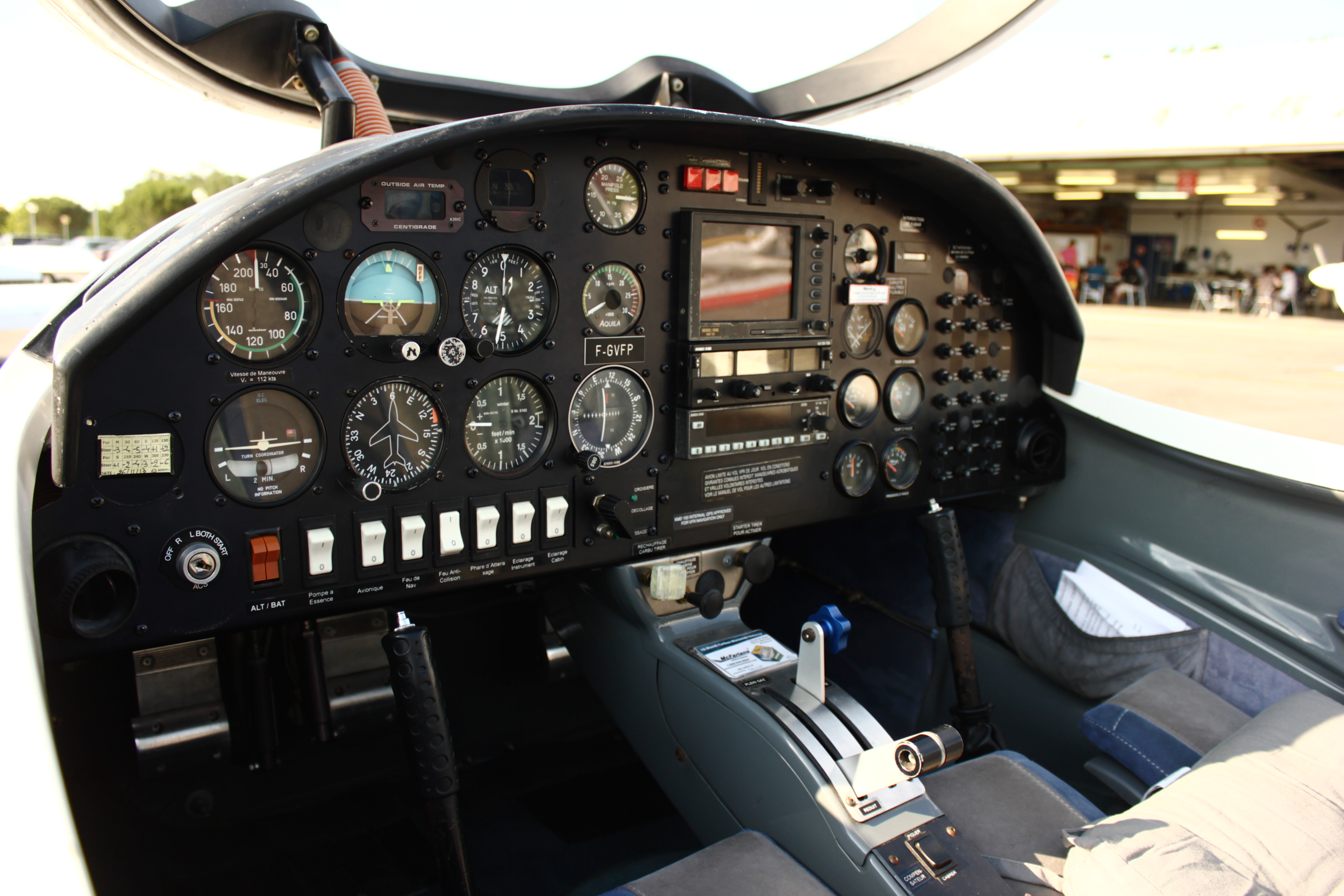
Cockpit

Die Aquila A 210 ist ein einmotoriges zweisitziges Motorflugzeug in Faserverbundbauweise. Es ist für die Flugausbildung sowie als Kleinflugzeug für den privaten und gewerblichen Bereich vorgesehen. Als Weiterentwicklungen werden zudem die Muster A 211 und A 212 angeboten.

## Geschichte
Die Entwicklung der A 210 begann 1995 durch die Ingenieure Peter Grundhoff, Alfred Schmiderer und Markus Wagner, die zuvor an der Entwicklung der Stemme S10, dem FFT Eurotrainer 2000 und anderer Sportflugzeuge als Konstrukteure wirkten. Die am Computer konstruierte Maschine sollte ein kostengünstigeres und schnelleres Reise- und Schulflugzeug als die Diamond DA20 Katana mit höherer Reichweite werden.
1996 wurde die Aquila Technische Entwicklungen GmbH gegründet und im folgenden Jahr mit der Einrichtung einer Fertigungsstätte in Schönhagen begonnen. Nach erfolgreichen Strukturbelastungsversuchen an der TU Berlin und einem Standschwingversuch wurde das Flugzeug auf der Luftfahrtmesse AERO in Friedrichshafen 1999 der Öffentlichkeit vorgestellt.
Am 5. März 2000 fand der Erstflug des Prototyps D-EQUI mit Heiner Neumann auf dem Flugplatz Schönhagen statt.
Die Flugerprobung war im März 2001 abgeschlossen, die Musterzulassung des nach den europäischen Bauvorschriften JAR-VLA konstruierten Flugzeuges folgte im September. Die A 210 ist mit entsprechender Ausrüstung für Sichtflug bei Nacht zugelassen.

## Konstruktion
Die Maschine ist ein zweisitziger Tiefdecker in GFK/CFK-Verbundbauweise mit stark eingeschnürtem Leitwerksträger und einem Normalleitwerk mit gedämpftem Höhen- und Seitenleitwerk. Die einteilige Dreifachtrapez-Tragfläche mit zwei 60-l-Integraltreibstofftanks hat im Querschnitt ein angepasstes HQ-41-Laminarprofil. Wölbklappen können elektrisch auf 0°, 20° und 35° gefahren werden. Hinter dem Cockpit mit 1,15 m Innenraumbreite befindet sich der Gepäckraum, der durch eine Klappe in der linken Rumpfseite von außen zugänglich ist. Das Fahrwerk ist starr, das Bugrad über die Seitenruderpedale steuerbar.

## Produktion
Die Serienfertigung in dem vom Glasfaser Flugzeug-Service in Grabenstetten mit einer CNC-Fräse gefertigten Formensatz startete 2002. Am 17. Januar 2017 wurde die 200. Aquila ausgeliefert.

## Versionen
Nach Beendigung eines Insolvenzverfahrens und Umfirmierung in Aquila Aviation by Excellence im Frühjahr 2008 wurde die A 210 seit 2009 in einer Version mit Zweiblattpropeller und Doppeldisplay-Cockpit angeboten.
Eine weitere Version ist die speziell für Vereine und Flugschulen entwickelte A 210 SXT mit z. B. einem zweiten Geschwindigkeitsmesser auf der Copiloten-Seite und einem sogenannten Trainingsvisier für den Flugschüler, das die Einschätzung der Fluglage über den rundlichen Rumpfbug erleichtert. Die Räder sind nur mit Schutzblechen ausgestattet.
Die A 211 als Weiterentwicklung des Ausgangsentwurfs wird mit drei Avionikpaketen von analoger Primär- und Motorinstrumentierung bis hin zu einem Glascockpit (A 211, A 211G, A 211GX) angeboten.
Die auf der AERO 2014 angekündigte Variante mit turbogeladenem Rotax-914-Motor und besseren Leistungen unter Hot-and-High-Bedingungen wird seit Mai 2020 als A 212GX Turbo in Serie produziert.

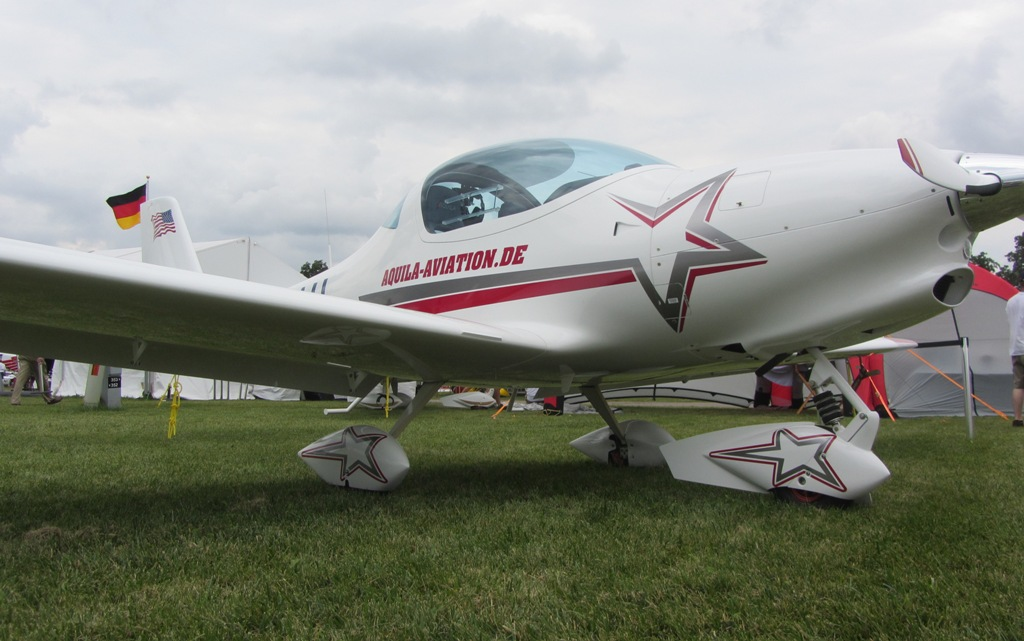
A 211, Oshkosh 2013

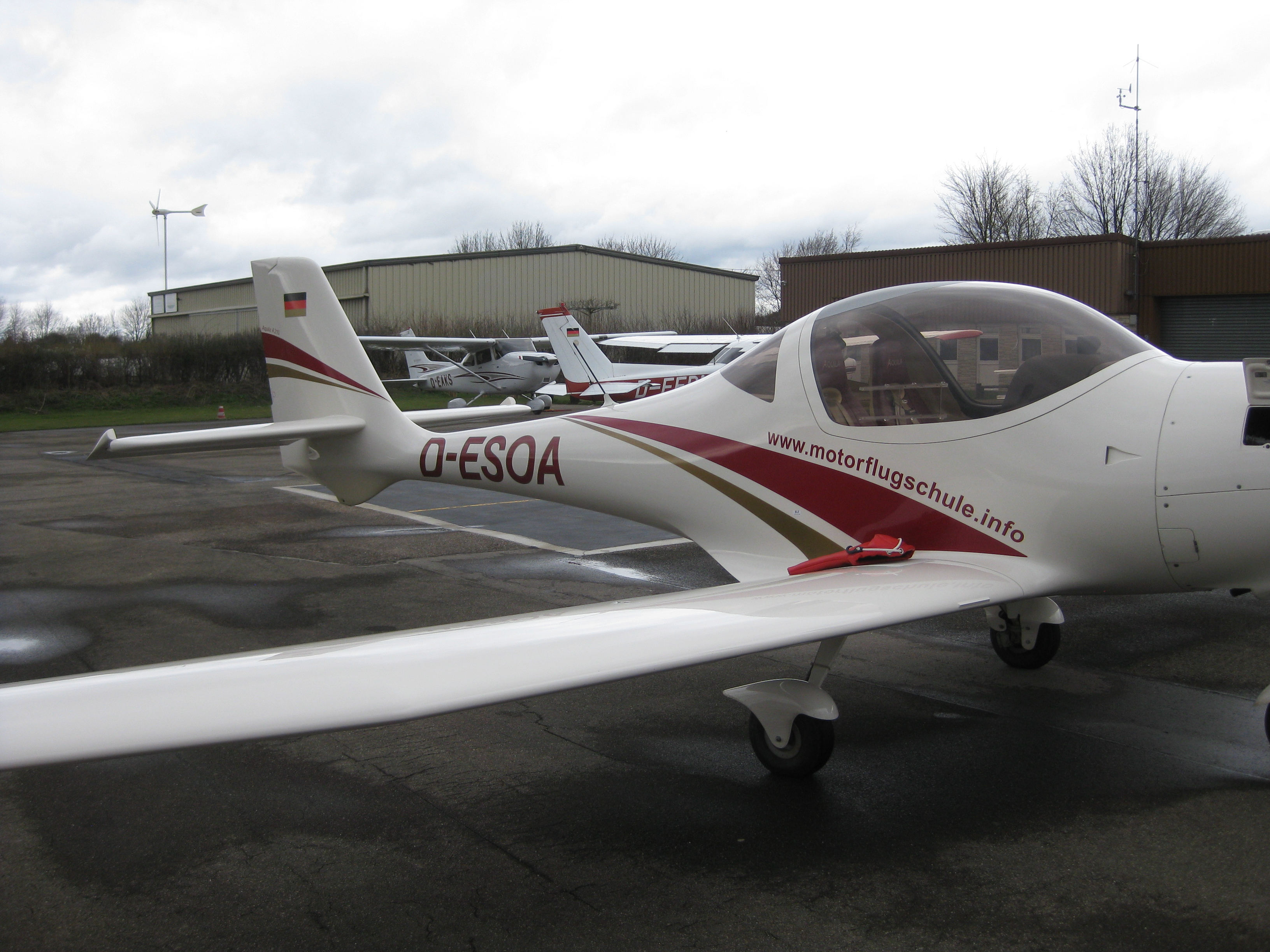
A 210, Reg. D-ESOA, abgestürzt am 14. September 2016

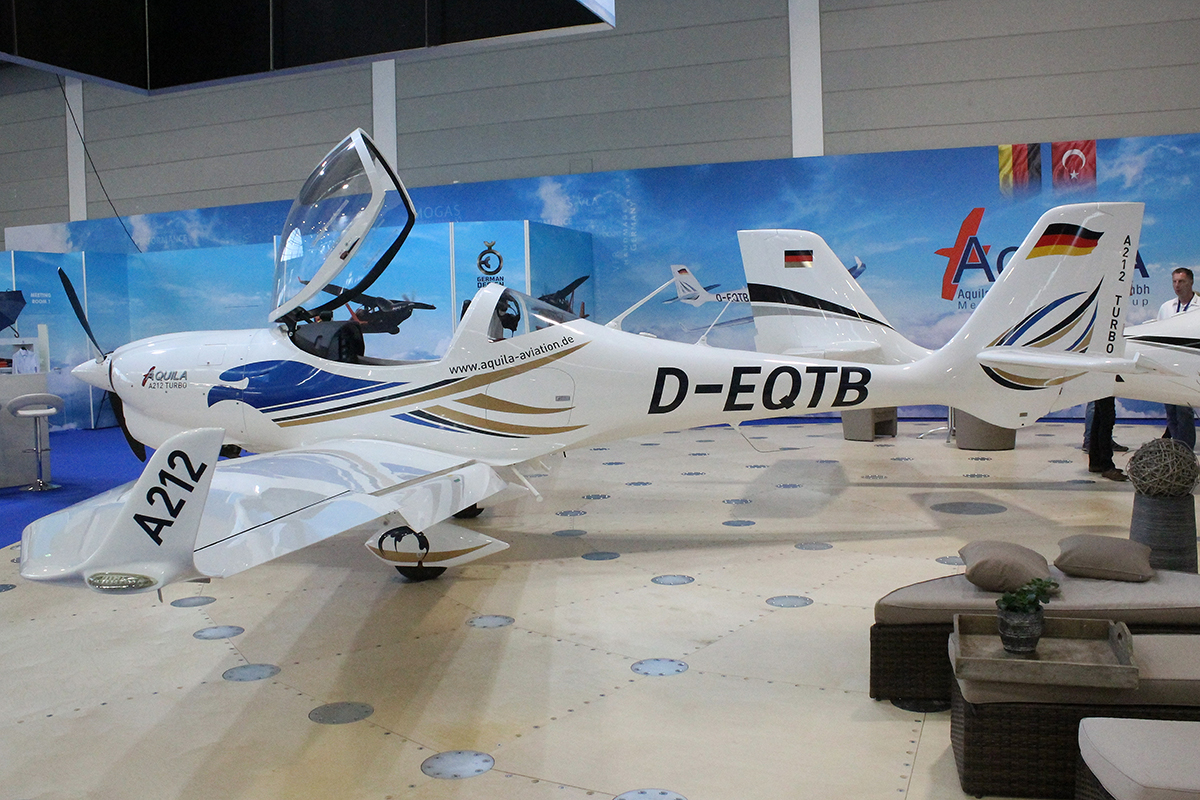
A 212 Turbo, AERO 2019

## Zwischenfälle
- Am 18. Juni 2010 stürzte eine A 210 beim Landeanflug auf den Flugplatz Frankfurt-Egelsbach ab. Nach Zeugenaussagen setzte das landende Flugzeug weit hinter der Schwelle der Piste 09 auf. Der 57-jährige Pilot startete anscheinend einmal durch, nach einem extremen Steigflug kippte die Maschine ab und stürzte nahezu senkrecht in ein Rapsfeld. Der Pilot überlebte schwer verletzt, sein Passagier verbrannte.[12][13]
- Am 14. September 2016 stieß eine A 210 in St. Anton am Arlberg mit dem Tragseil der Vallugabahn zusammen. Das Flugzeug war vom Flugplatz Zell am See zu einem Rundflug gestartet. Der 68-jährige Pilot aus Baden-Württemberg wurde bei dem Unglück getötet. Es befanden sich keine weiteren Passagiere an Bord. Die genaue Unfallursache konnte nicht geklärt werden.[14][15]
- Am 8. Dezember 2017 zerschellte eine A 210 an einer Felswand an der Westseite des Ith, einem Mittelgebirgszug bei Bisperode. Der 78 Jahre alte Pilot – Fluglehrer, Prüfer und anerkannter Sachverständiger – passte den Flugweg der Maschine in geringer Höhe dem umliegenden Gelände auf Sicht an. Es herrschte Schlechtwetter mit Schneeregen, das ansteigende Gelände war mit großer Wahrscheinlichkeit von aufliegender Bewölkung verdeckt, so dass es zur Kollision mit der Felswand kam.[16]

## Technische Daten
| Kenngröße                 | A 210                                            | A 211                                            | A 212GX                                          |
| ------------------------- | ------------------------------------------------ | ------------------------------------------------ | ------------------------------------------------ |
| Besatzung                 | 1 + 1                                            | 1 + 1                                            | 1 + 1                                            |
| Länge                     | 7,30 m                                           | 7,40 m                                           | 7,40 m                                           |
| Spannweite                | 10,30 m                                          | 10,30 m                                          | 10,30 m                                          |
| Höhe                      | 2,30 m                                           | 2,40 m                                           | 2,40 m                                           |
| Flügelfläche              | 10,50 m²                                         | 10,50 m²                                         | 10,50 m²                                         |
| Flügelstreckung           | 10,1                                             | 10,1                                             | 10,1                                             |
| Rumpfbreite               | 1,20 m                                           | 1,20 m                                           | 1,20 m                                           |
| Leermasse                 | 500 kg                                           | ab 500 kg                                        | ab 530 kg                                        |
| max. Startmasse           | 750 kg                                           | 750 kg                                           | 800 kg                                           |
| Volumen Gepäckraum        | 500 l                                            | 500 l                                            | 500 l                                            |
| max. Reisegeschwindigkeit | 240 km/h (130 kn)                                | 240 km/h (130 kn)                                | 240 km/h (130 kn)                                |
| Höchstgeschwindigkeit     | 305 km/h (165 kn)                                | 305 km/h (165 kn)                                | 305 km/h (165 kn)                                |
| Start-/Landerollstrecke   |                                                  | 250 m / 210 m                                    | 250 m / 230 m                                    |
| Steiggeschwindigkeit      |                                                  | 700 ft/min (3,56 m/s)                            | 700 ft/min (3,56 m/s)                            |
| Dienstgipfelhöhe          | 14.500 ft (4.420 m)                              | 14.500 ft (4.420 m)                              | 16.400 ft (ca. 5.000 m)                          |
| Reichweite                |                                                  | 620 NM (1150 km); ISA 5000 ft, 55 % Leistung     | 620 NM (1150 km); ISA 5000 ft, 55 % Leistung     |
| Triebwerke                | ein Rotax 912S; 73,5 kW (100 PS)                 | ein Rotax 912S; 73,5 kW (100 PS)                 | ein Rotax 914 F3; 84,6 kW (115 PS)               |
| Propeller                 |                                                  | mt-Propeller MTV-21-A/175-05                     | mt-Propeller MTV-21-A/175-05                     |
| Treibstoff                | EN 228 Super/Super Plus, AVGAS 110LL, AVGAS UL91 | EN 228 Super/Super Plus, AVGAS 110LL, AVGAS UL91 | EN 228 Super/Super Plus, AVGAS 110LL, AVGAS UL91 |